# Ascendancy (игра)
Ascendancy (с англ. — «Доминирующее влияние») — фантастическая глобальная пошаговая стратегия, разработанная для DOS. Игра выпущена в 1995 году компанией The Logic Factory. В начале 2006 года The Logic Factory объявила работу над продолжением игры. В 2010 году на сайте разработчика появилась информация о работах по портированию игры на платформу Apple iPad, iPhone и iPod touch. Портированная версия игры стала доступна пользователям в январе 2011 года.

## Описание игры
В начале игрок выбирает размер галактики, свою расу, суммарное число рас в игре и атмосферу отношений между ними. У каждой расы свои эволюционные черты и уникальные особенности. Цель игры — борьба за «доминирующую роль». Задача игрока — улучшить индустриальный, технологический, и социальный рост выбранной цивилизации, исследуя и колонизируя другие системы и планеты. Для этого необходимо строить здания на планетах и их орбитах и исследовать новые технологии. Во главе угла в игре стоит научное и технологическое превосходство, а численное преимущество стоит на втором плане.
Основным достоинством игры является интересная реализация древа технологий — оно трёхмерное, главный тип технологий в игре основан на космических кораблях, но есть также и технологии для планетарной обороны и развития. В игре имеется конструктор юнитов, когда игрок получает минимальный набор модулей для создания корабля, то игра выдаёт соответствующее сообщение. Чтобы собрать воедино различные модули, такие как двигатели, генераторы, сканеры, щиты, оружие, специальные модули, нужен корпус подходящего размера и «орбитальная верфь». Обычный двигатель позволяет перемещать корабли внутри планетарной системы, добавив ещё и особый «двигатель звёздных троп», можно совершать путешествия к другим «солнечным системами». Корабль может не иметь двигателей и выполнять роль орбитальной станции, предназначенной для круговой обороны). Космический флот игре отличается гибкостью и не шаблонными решениями.
Ascendancy частично напоминает серию игр Master of Orion. Главный вид похож на трёхмерную звёздную карту галактики, которую можно вращать и увеличивать/уменьшать. Звёзды соединены связным графом «звёздных троп» (англ. starlanes), являющихся некими уникальными маршрутами, по которым (и только по которым) можно совершать путешествия на расстояния межзвёздного масштаба за конечное время. Некоторые звёздные тропы отличаются низкой эффективностью, и гиперпереброска по ним весьма медлительна (отмечены на карте красным цветом).
Если перейти к планетарной системе, то взору представляется звезда, несколько планет, входы в «звёздные тропы», космические корабли. Карта трёхмерная, её также можно вращать и увеличивать/уменьшать.
Если перейти на планетарный вид, то взору представляется поверхность выбранной планеты, её орбита, структуры на поверхности и на орбите. Поверхность и орбита, соответственно поделены на участки для постройки зданий и орбитальных конструкций. Площадь территории для строительства зависит от размера планеты, но количество орбитальных площадок всегда десять. Если орбитальные квадраты одинаковы, то участки поверхности бывают пяти типов: белые — стандартные, никаких бонусов, зелёные — бонус для сельского хозяйства, красные — бонус для промышленности, синие — бонус для научных исследований, и чёрные — не пригодные для строительства, за исключением, транспортных магистралей. Чёрный участки могут быть трансформированы в белые, при наличии соответствующей технологии. Все бонусы аддитивны, а технологически продвинутые здания имеют бонус в несколько раз больше, чем доступные в самом начале игры.
Первая планета уже имеет на поверхности одно здание — «колониальная база». Колония строится в виде конгломерата, и прочие структуры пристраиваются к уже имеющимся, впритык. Таких ресурсов, как древесина, уголь, железо и т. п. в игре нет, ресурсами выступает население, промышленность и научные исследования. В отличие от большинства игр подобного жанра, зданиям может требоваться рабочая сила, например фабрикам и лабораториям требуется персонал.
На планетах иногда могут встречаются руины древних цивилизаций, раскопав которые можно получить случайно выбранную технологии. Из-за огромного превосходства, которое часто дают такие раскопки, охота на руины представляет собой стержневую часть дебюта.

## Расы
В игре 21 раса, каждая из которых борется за господство в галактике. У каждой есть расовая способность, большинство из которых активные (игрок их сам «включает», когда они «заряжены»), но есть и расы с пассивными способностями (постоянно работающими). Из-за того, что сверхспособности сильно перекашивают геймплей, игра обретает колоссальную реиграбельность, каждый раз требуя от игрока совершенно новых действий. Например, Чамач требует правильной подгонки сложных исследований к наступлению «дня озарения», а Дабтэк в дебюте вообще не ведёт исследований, и только после значительного развития, продолжая чужие наработки собственным массовым вкладом в науку, выходит в технологические лидеры, Нимбулоид же лишён «узкого места» в начале развития планеты и поэтому не обязан вести всю первичную экспансию строго в дебюте, а может продолжать её по обстоятельствам. На то, чтобы «постичь Дао» каждой расы, у поклонников игры потребовались многие годы.

## Проблемы с искусственным интеллектом
В игре нет режима игры с другими людьми, поэтому игра сосредоточена на поединках с компьютерными игроками. Во время выпуска игры, ИИ в игре был разработан очень плохо, легко позволяя игроку выигрывать. Позже был выпущен патч для увеличения «разумности» и агрессии компьютерных игроков.
«Пацифизм» является одним из идеологических краеугольных камней игры. При многих возможных концовках, победа путём заключения союза со всеми расами отнесена авторами к особо красивым победам. Можно победить, просто сидя на своей планете, никого не трогая и заняв экологическую нишу мирной и отсталой цивилизации, дожидаясь чьей-нибудь гуманитарной помощи, а то и союза (однако, такая победа оценивается в итоговом рейтинге в ноль очков).

## Награды
Игра получила несколько наград, включая «Best Strategy Software» (рус. Лучшее стратегическое программное обеспечение) в ноябре 1995 года от журнала PC Gamer и англ. «CODiE awards» в 1996 году.